# Röntgenteleskop
Röntgenteleskope sind Instrumente zum Empfangen und Messen der aus dem Weltall kommenden Röntgenstrahlung. Man unterscheidet abbildende Teleskope, welche die flächenhafte Intensitätsverteilung von Röntgenquellen untersuchen können, und Instrumente ohne optisches Abbildungssystem.
Die Röntgenastronomie ist ein sehr junger Forschungszweig. Astronomische Röntgenquellen sind v. a. die Sonnenkorona, junge oder sehr heiße Sterne (über 100.000°), Supernova-Explosionen, aktive Galaxienkerne und energiereiche Synchrotronstrahlung in starken Magnetfeldern. Sie sind vom Erdboden aus nicht beobachtbar, weil die Atmosphäre in diesem Energiebereich der elektromagnetischen Strahlung nicht durchlässig ist. Röntgenteleskope werden darum meist in Forschungssatelliten oder Weltraumobservatorien eingesetzt. Frühe Messungen in den 1960er Jahren wurden auch mit Hilfe von ballistischen Raketenflügen (Höhenforschungsraketen) durchgeführt.

## Abbildende Instrumente

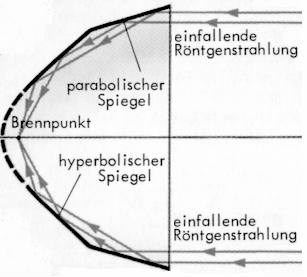
Prinzip des Wolter-Teleskops: streifende Röntgen-Reflexion durch aufeinanderfolgende, koaxiale Metallspiegel aus Paraboloid- und Hyperboloidringen. Das Verhältnis Durchmesser zu Länge muss mindestens 1:10 betragen, um Totalreflexion zu erreichen.

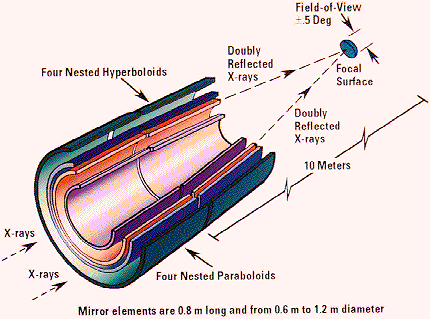
Das vierfach verschachtelte Wolter-Teleskop Chandra (Illustration: NASA)

Der Bau eines Röntgenteleskops wird durch die Besonderheiten der Röntgenoptik erschwert. Insbesondere fehlen Materialien, die Röntgenstrahlen wie sichtbares Licht reflektieren oder brechen. Nahezu alle Materialien – auch Metalle – absorbieren Röntgen-Photonen bei senkrechtem oder steilem Aufprall und der Brechungsindex ist sehr nahe bei 1, was eine optische Abbildung mit Linsen unmöglich macht.
Das Problem lässt sich mit der Aufgabe vergleichen, den Kugelhagel eines Gewehrs in eine bestimmte Richtung umzulenken. Treffen die Kugeln senkrecht auf eine Metallplatte, wird diese eingebeult oder durchlöchert. Nur wenn die Kugeln flach am Metall entlangstreifen, werden sie ein wenig zur Seite gelenkt.
Abbildende Röntgenteleskope fokussieren die einfallende Strahlung daher durch Reflexion an sehr glatten, gekrümmten Metallspiegeln, die als Teile eines Paraboloids oder Hyperboloids geformt sind (siehe Bild). Auf ihren oft zusätzlich beschichteten Flächen müssen die Röntgenstrahlen aber ganz streifend einfallen, d. h. weit vom Paraboloidscheitel entfernt. Ist der Einfallswinkel größer als etwa 3°, wird der Strahl nicht reflektiert, sondern durchdringt das Spiegelmaterial. Diese Teleskope sind daher sehr langgestreckte Tuben, ganz anders als die schüsselförmigen Radioteleskope. Sie können aber die Röntgenquellen nicht nur abbilden, sondern auch Strahlungsintensitäten und Spektren messen.

## Erste Röntgenteleskope
Das Röntgenteleskop des 1970 gestarteten Satelliten Uhuru war eine Bleiplatte, die von vielen parallelen Bohrungen durchzogen war, sodass nur Strahlung aus einer bestimmten Richtung den Strahlungsdetektor erreichen konnte. Diese Apparatur war also kein Teleskop im Wortsinn, sondern nur ein Kollimator, der den verwendeten Detektor richtungsempfindlich machte.
In späteren Röntgenteleskopen wurden und werden langgezogene, paraboloidförmige Spiegelanordnungen verwendet, die nach ihrem Erfinder Hans Wolter (1952) als Wolter-Teleskope bezeichnet werden. Hier wird der Effekt der Totalreflexion von Röntgenstrahlen bei streifendem Einfall (max. 2–3°) an Metallspiegeln genutzt, um eine Bündelung wie bei Lichtteleskopen zu erreichen. Um den nur ringförmigen Strahlungseinfall zu verstärken, werden mehrere Reflektoren verschiedenen Durchmessers koaxial ineinander geschoben. Als erstes derartiges Teleskop wurde 1977 das High Energy Astronomy Observatory 1 (HEAO-1) gestartet, gefolgt von zwei weiteren HEAO-Satelliten bis 1979.

## Derzeitige Röntgenteleskope
Die modernsten Wolterteleskope arbeiten mit mehreren verschachtelten („genesteten“) Spiegelsystemen, die in Längsrichtung nur wenig gekrümmt sind und deren koaxiale Röhren fast wie langgestreckte Zylinder erscheinen. Bei einigen Bauweisen erfolgt die jeweils zweite Reflexion nicht an der benachbarten Fläche, sondern an der Außenseite des inneren Tubus, oder umgekehrt: an der Außenseite eines Paraboloids und der Innenseite eines Ellipsoidspiegels. 
Die Röntgenastronomie wurde längere Zeit von zwei Weltraumteleskopen dominiert: dem von der NASA 1999 gestarteten Chandra X-ray Observatory, benannt nach Subrahmanyan Chandrasekhar, und dem europäischen XMM-Newton (X-ray Multi-Mirror, zu deutsch Röntgen-Mehrfachspiegel). Beide wurden Ende 1999 gestartet und sind noch in Betrieb (Stand: April 2024). Die Teleskope sind 13 bzw. knapp 10 Meter lang und haben durch extrem hohe Schliffgenauigkeit ein Auflösungsvermögen von 1 bzw. 5 Bogensekunden; XMM-Newton macht die etwas geringere Auflösung durch eine wesentlich höhere Empfindlichkeit wett. Die Bahnen sind langgestreckte Ellipsen mit dem Apogäum in 80.000 bzw. 115.000 km Erdentfernung. XMM kann mit dem 2003 gestarteten Gammateleskop Integral kooperieren, das auch optische und Röntgenstrahlenmonitore zur Identifizierung von Gammablitzen besitzt. Seit 2012 liefert NuSTAR Abbildungen im hochenergetischen Röntgenbereich und von 2019 bis Anfang 2022 war eROSITA in Betrieb. Erosita verbindet Empfindlichkeit, hohe Auflösung und weites Gesichtsfeld im Bereich von  0,3 bis 11 keV und schaffte bis zum Versetzen in den Winterschlafmodus vier Himmelsdurchmusterungen.